# Hubert Klein (Fußballspieler)
Hubert Klein (* 31. August 1955) ist ein ehemaliger deutscher Fußballspieler. Der Stürmer lief für den FSV Frankfurt in der 2. Bundesliga auf, mit 159 Ligaspielen liegt er dabei an Platz 3 der Liste mit den meisten Einsätzen für den Klub.

## Sportlicher Werdegang
Klein stieg mit dem Vorjahresabsteiger FSV Frankfurt 1975 nach einem engen Duell um den Wiederaufstieg mit Mitabsteiger VfR Bürstadt aus der Hessenliga in die 2. Bundesliga auf. In der Folge professionalisierte der Klub etwas sein Umfeld, unter anderem ersetzte Milovan Beljin den hauptberuflich zu stark eingebundenen Aufstiegstrainer Ottmar Grob. Unter dem neuen Cheftrainer schwankte Klein in der Spielzeit 1975/76 zwischen Startformation und Ersatzbank, mit acht Saisontoren in 27 Ligaspielen war er dennoch zweitbester Angreifer der Mannschaft vom Bornheimer Hang hinter dem mit 13 Saisontoren erfolgreichsten Schützen Wolfgang Metzler und erreichte mit ihr den 13. Tabellenplatz. Die folgende Spielzeit beendete der Klub auf dem siebten Tabellenrang liegend in der oberen Tabellenhälfte, an der Seite von Horst Trimhold, Richard Engel, Karlheinz Volz, Klaus-Peter Stahl, Karl Walter und Peter Rübenach war er dabei weiterhin nur bei 20 seiner 31 Saisoneinsätze zu Spielbeginn auf dem Feld – dennoch war er dieses Mal mit zwölf Saisontoren abermals zweitbester vereinsinterner Torschütze, nur Paul-Werner Hofmann mit 21 Toren überflügelte ihn.
In den folgenden Jahren zollte der FSV Frankfurt den Investitionen in die Professionalisierung Tribut. Einerseits stand die Mannschaft im Abstiegskampf, andererseits verließ Trainer Beljin den Klub in Richtung Bundesliga. 1978 übernahm  Heinz Bewersdorf das Traineramt, neue Spieler wurden vornehmlich aus der eigenen Jugend oder dem Nachwuchsbereich von Nachbar Eintracht Frankfurt hochgeholt oder benachbarten Amateurvereinen abgeworben, weitere Zugänge wurden meist nur durch die Abgabe von anderen Spielern ermöglicht. Unter Bewersdorf etablierte sich Klein endgültig in der Stammformation, mit 13 Saisontoren in der Spielzeit 1978/79 führte er nun als bester vereinsinterner Torschütze vor den jeweils zehnmal erfolgreichen Werner Killmaier und Dieter Pfaff zum Klassenerhalt. Dabei zeichnete er sich insbesondere im Schlussspurt der Saison mit vier Treffern in den letzten fünf Spielen aus, als der Klub mit vier Siegen und einem Unentschieden sich aus der Gefahrenzone auf den zwölften Platz hievte. In der folgenden Saison verzeichnete er unter Trainer Dietmar Schwager mit 14 Saisontoren seine beste persönliche Spielzeit, dennoch reichte es für den Klub nur zum 18. Tabellenplatz. Damit hing der Klassenerhalt vom Aufstiegsspiel zwischen den Tabellenzweiten der Nord- bzw. Südstaffel ab, durch den Erfolg des Karlsruher SC über Rot-Weiss Essen und den damit verbundenen Bundesligaaufstieg der Badener blieben die Hessen in der zweiten Liga. Dort kam er unter Schwager nochmals zu zwei Einsätzen.